# Aeroportul Regional Quincy
Aeroportul Regional Quincy (IATA: UIN, ICAO: KUIN, FAA LID: UIN) este un aeroport din Illinois, Statele Unite ale Americii ce deservește zona Quincy⁠(d). Aeroportul a fost tranzitat în 2019 de 20.066 de pasageri. A fost numit după zona deservită.
Situat la o altitudine de 234 m, aeroportul dispune de 3 piste.

## Infrastructură

### Piste
Aeroportul dispune de 3 piste: 
- pista 04/22, cu dimensiunile 7.098 picioare × 150 picioare
- pista 13/31 din asfalt, cu dimensiunile 5.397 picioare × 150 picioare
- pista 18/36, cu dimensiunile 5.400 picioare × 150 picioare